# Вереміївка (Хмельницький район)
Веремі́ївка — село в Україні, у Красилівській міській громаді Хмельницького району Хмельницької області. Розташоване на лівому березі річки Бужок, лівої притоки Південного Бугу. Населення становить 343 особи.

## Історія
Вперше згадується у письмових джерелах в 1517 р.
У 1906 році село Красилівської волості Старокостянтинівського повіту Волинської губернії. Відстань від повітового міста 26 верст, від волості 7. Дворів 126, мешканців 858.
Колишній орган місцевого самоврядування — Митинецька сільська рада.

## Галерея

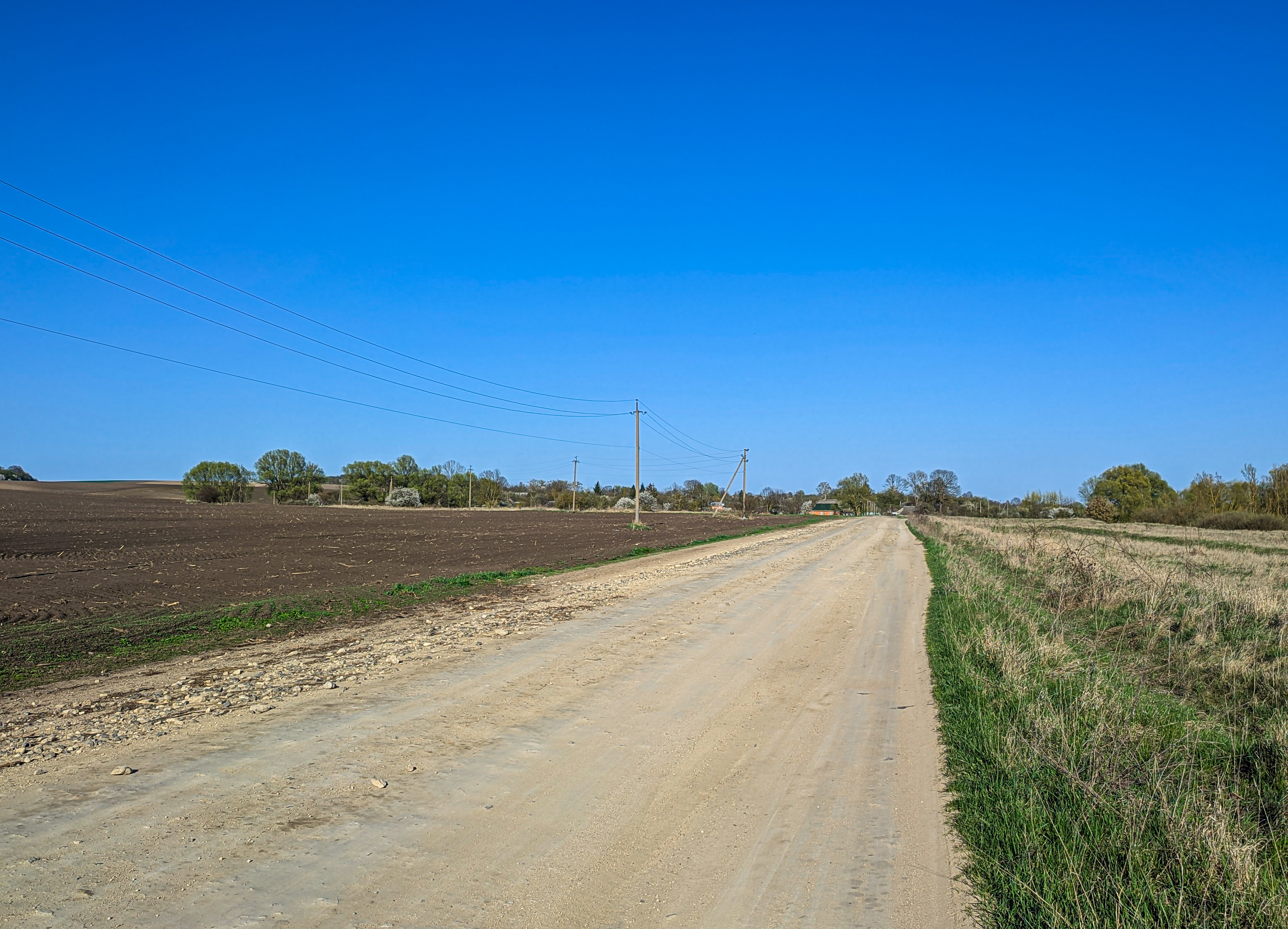
Дорога на село збоку с. Митинці
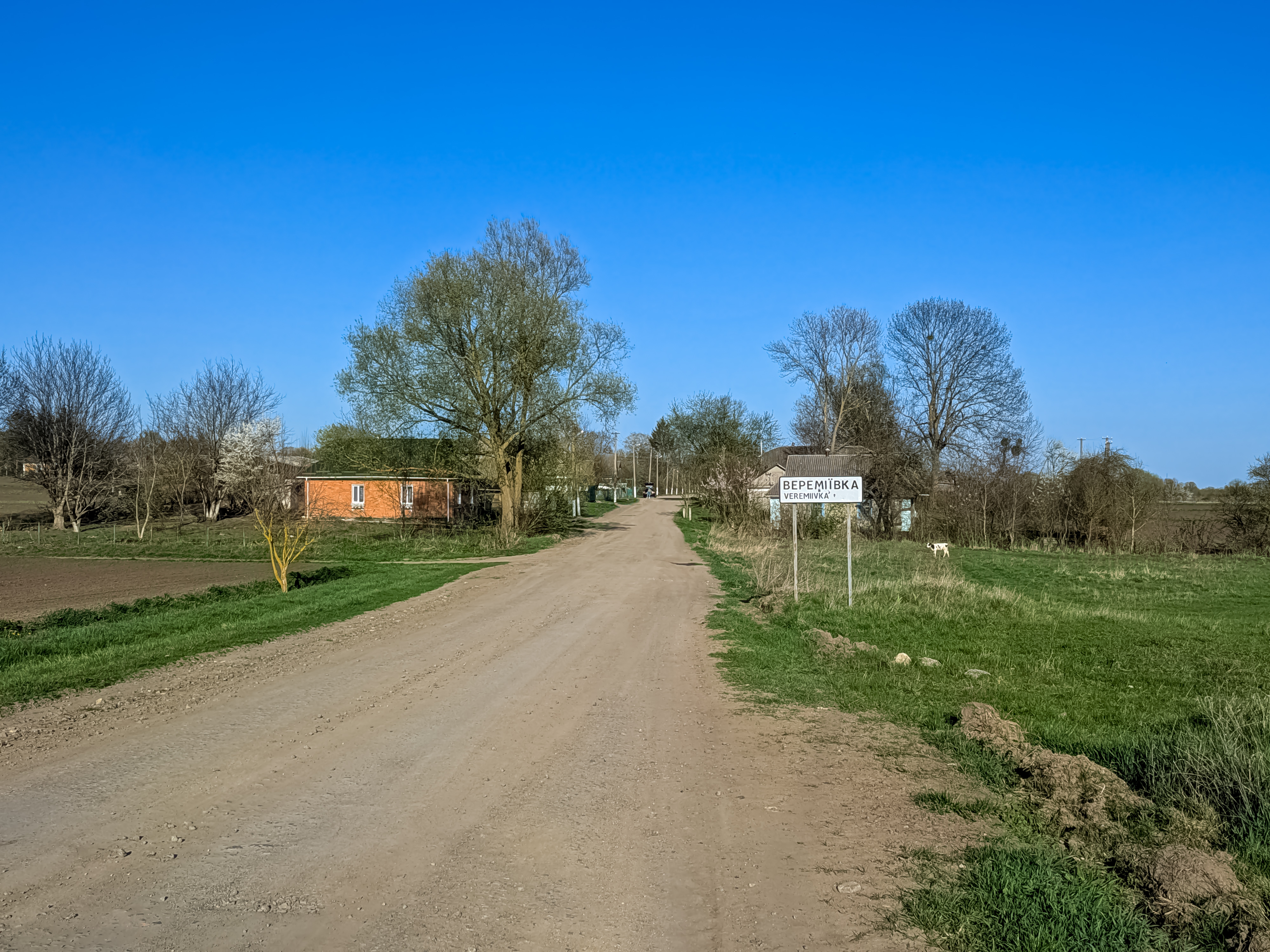
Вулиця Центральна та знак при в'їзді в село
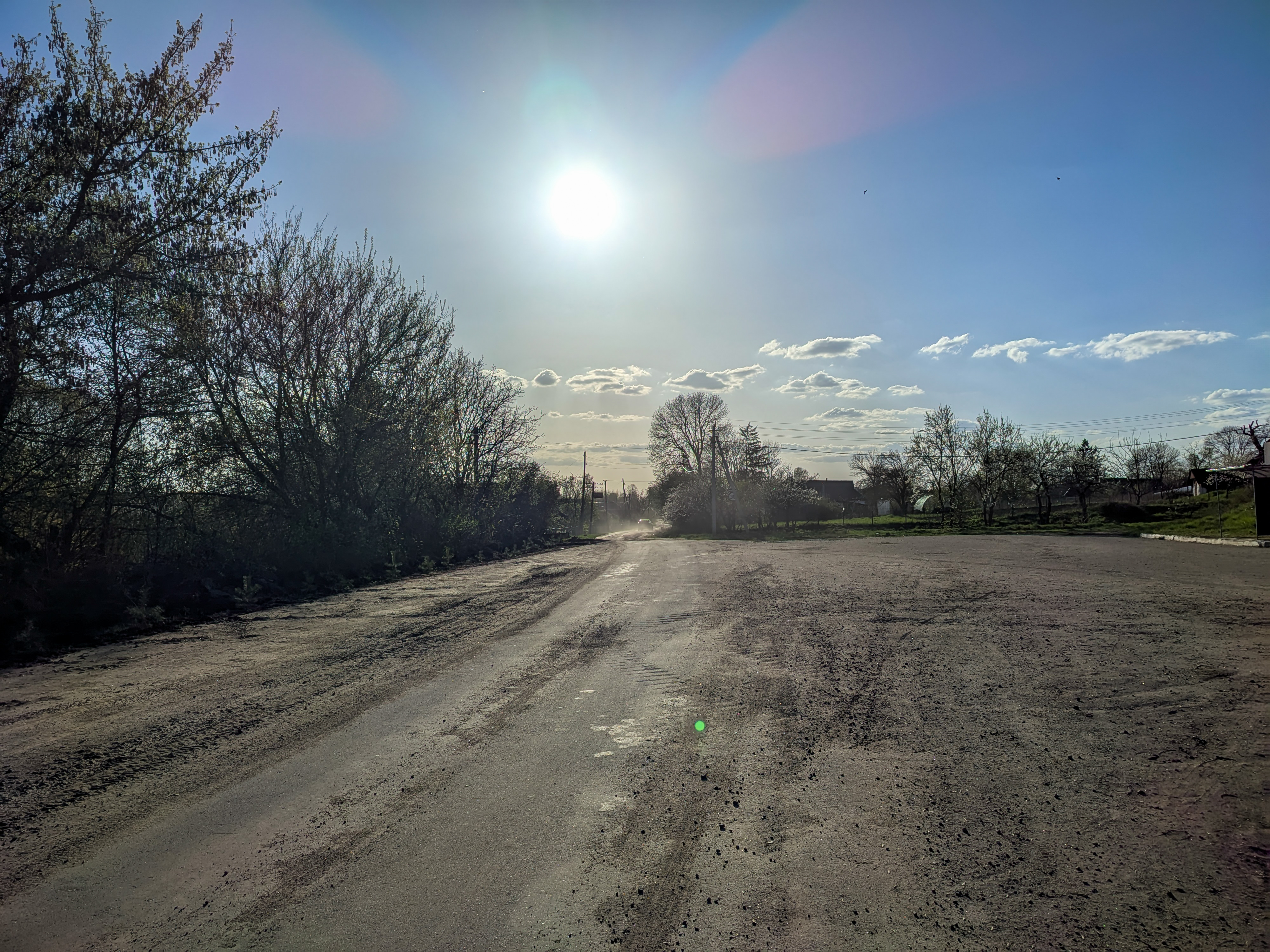
Вулиця Центральна
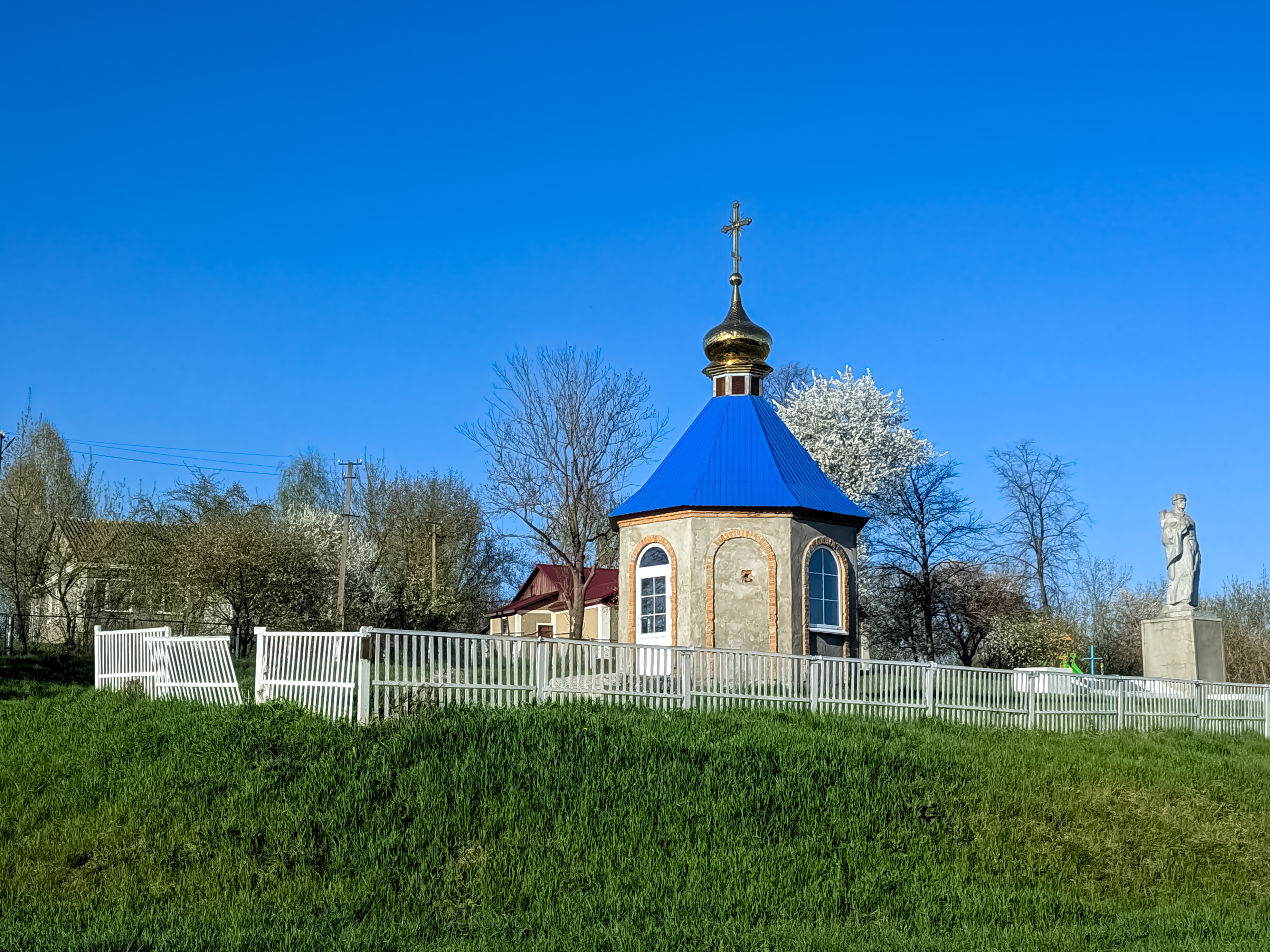
Капличка
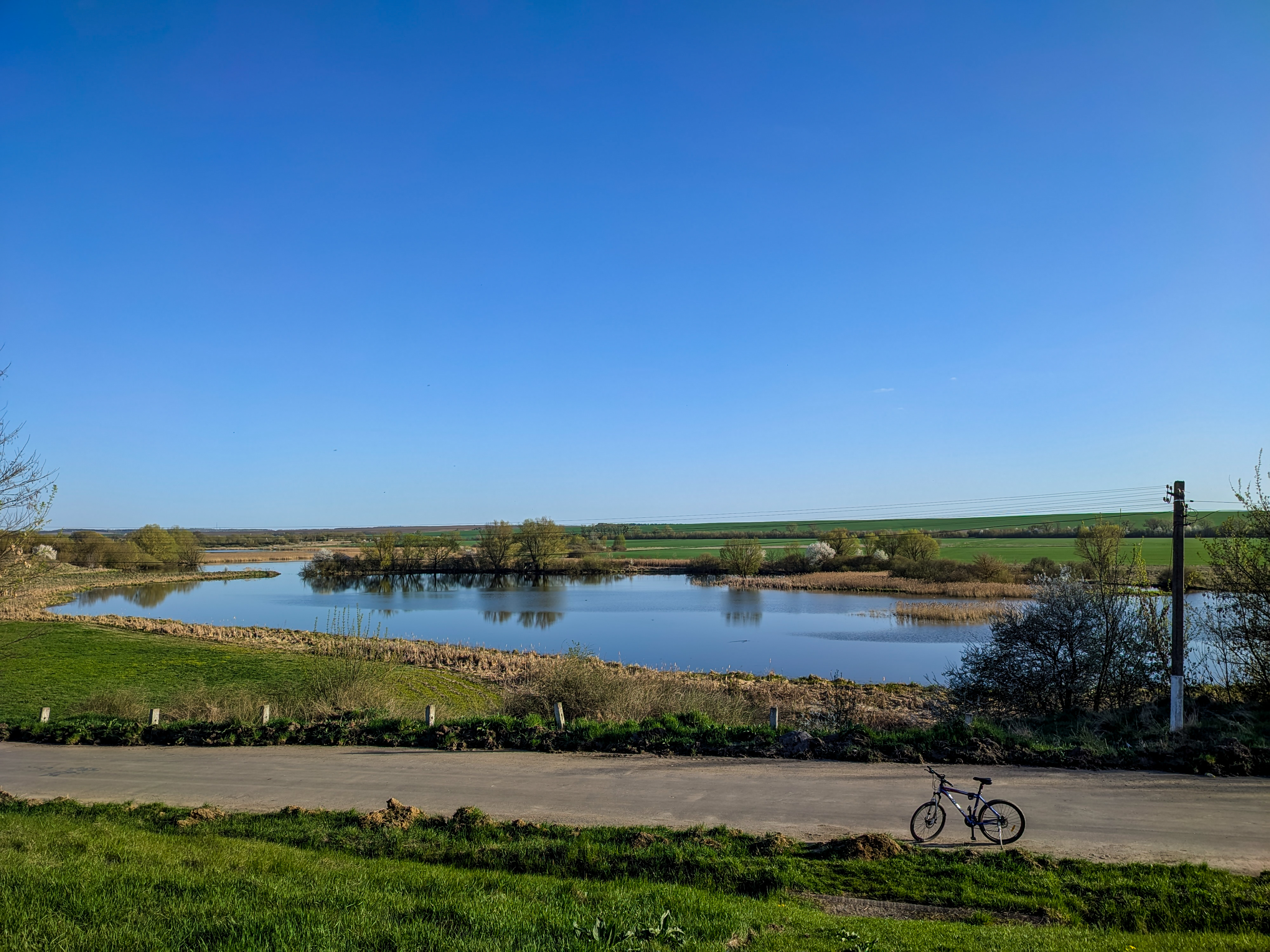
Сільський ставок
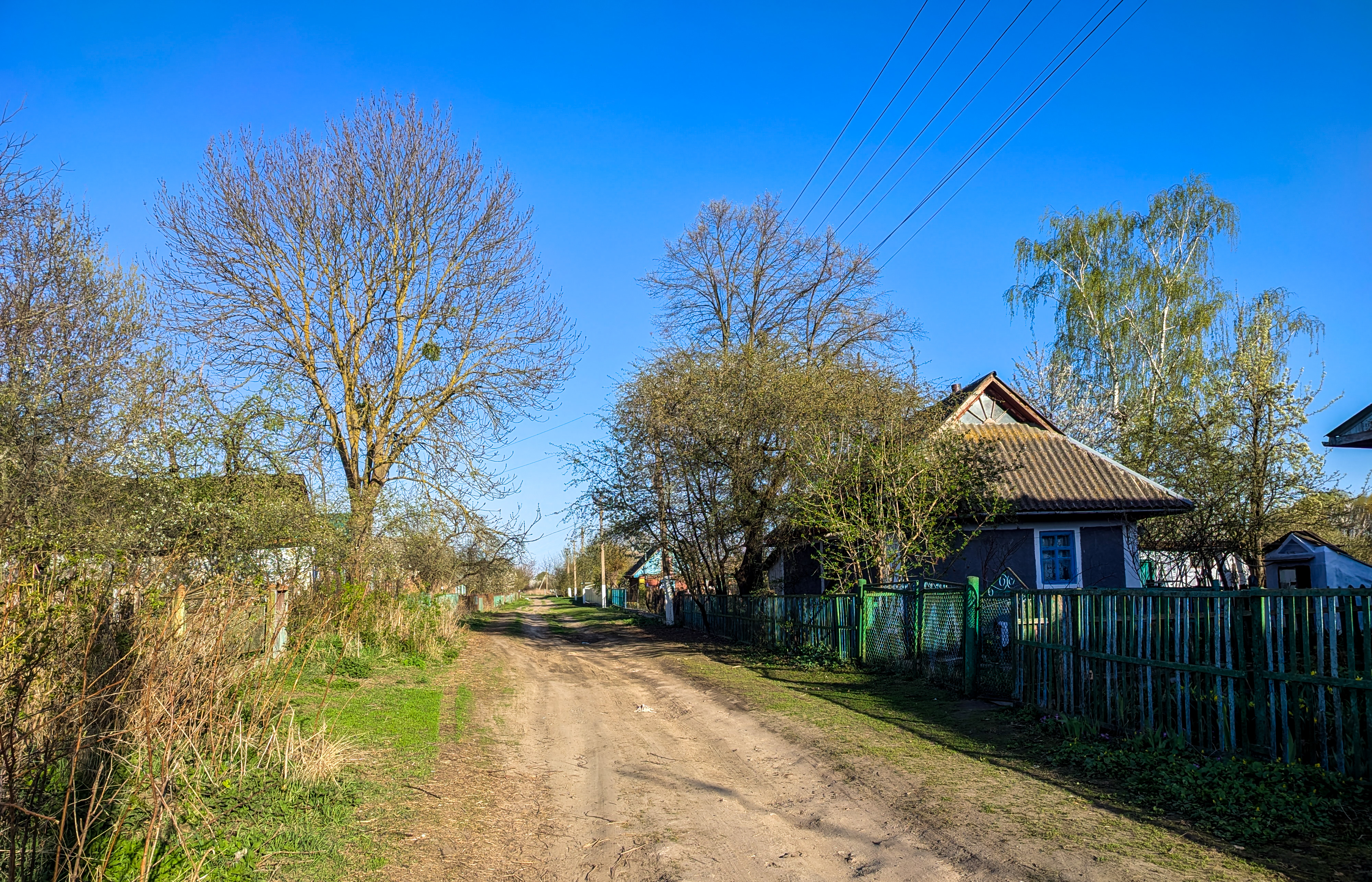
Одна із вулиць села
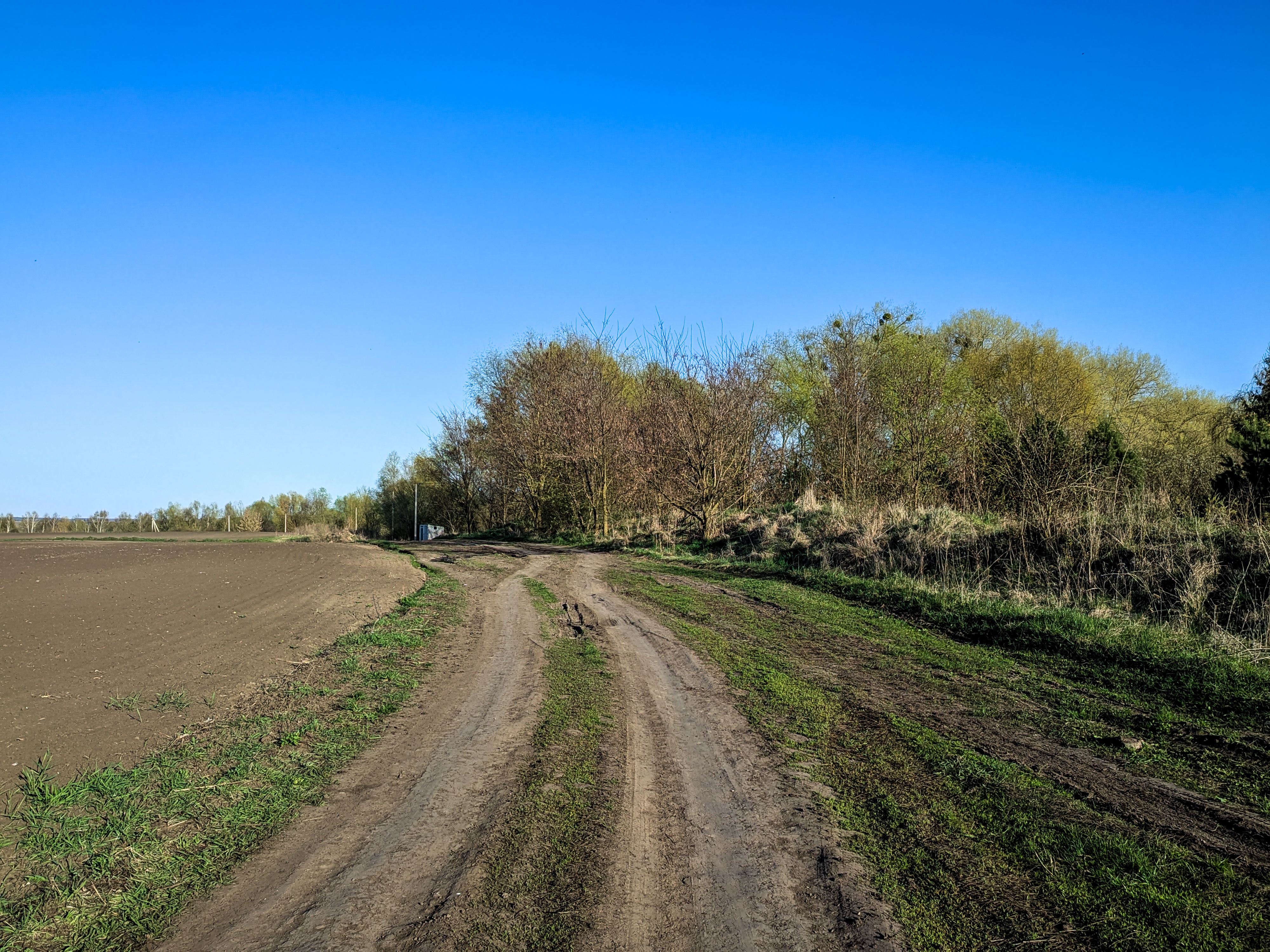
Сільські околиці